# Новодеревенская (станция)
Новодеревенская — закрытая железнодорожная станция Сахалинского региона Дальневосточной железной дороги. Названа по одноимённому селу, в котором расположена. До ноября 2019 года платформой пользовались в основном дачники ближайших СНТ.

## История
Станция открыта в 1928 году в составе пускового участка Южно-Сахалинск (Тоёхара) — Холмск. В 1966 году на станции впервые на Сахалине была введена электрическая централизация.
В 1994 году после демонтажа участка Николайчук — Новодеревенская станция стала конечной на малодеятельной ветке. В 1996 году разобран второй путь станции.
В июне 2019 года в связи с реконструкцией Сахалинского региона ДВЖД, перегон Дальнее — Новодеревенская был отрезан от линий Сахалинской железной дороги. С июня по ноябрь 2019 года на линии работал Локомотив ТГ-16 068 с одним пассажирским вагоном.
В ноябре 2019 года в связи с отказом ОАО РЖД от перешивки перегона Дальнее — Новодеревенская станция была окончательно закрыта.

## Деятельность
В течение октября 2019 года на станции осуществлялось движение двух пар пригородных поездов в сутки.
Станция была закрыта в ноябре 2019 года.

## Изображения

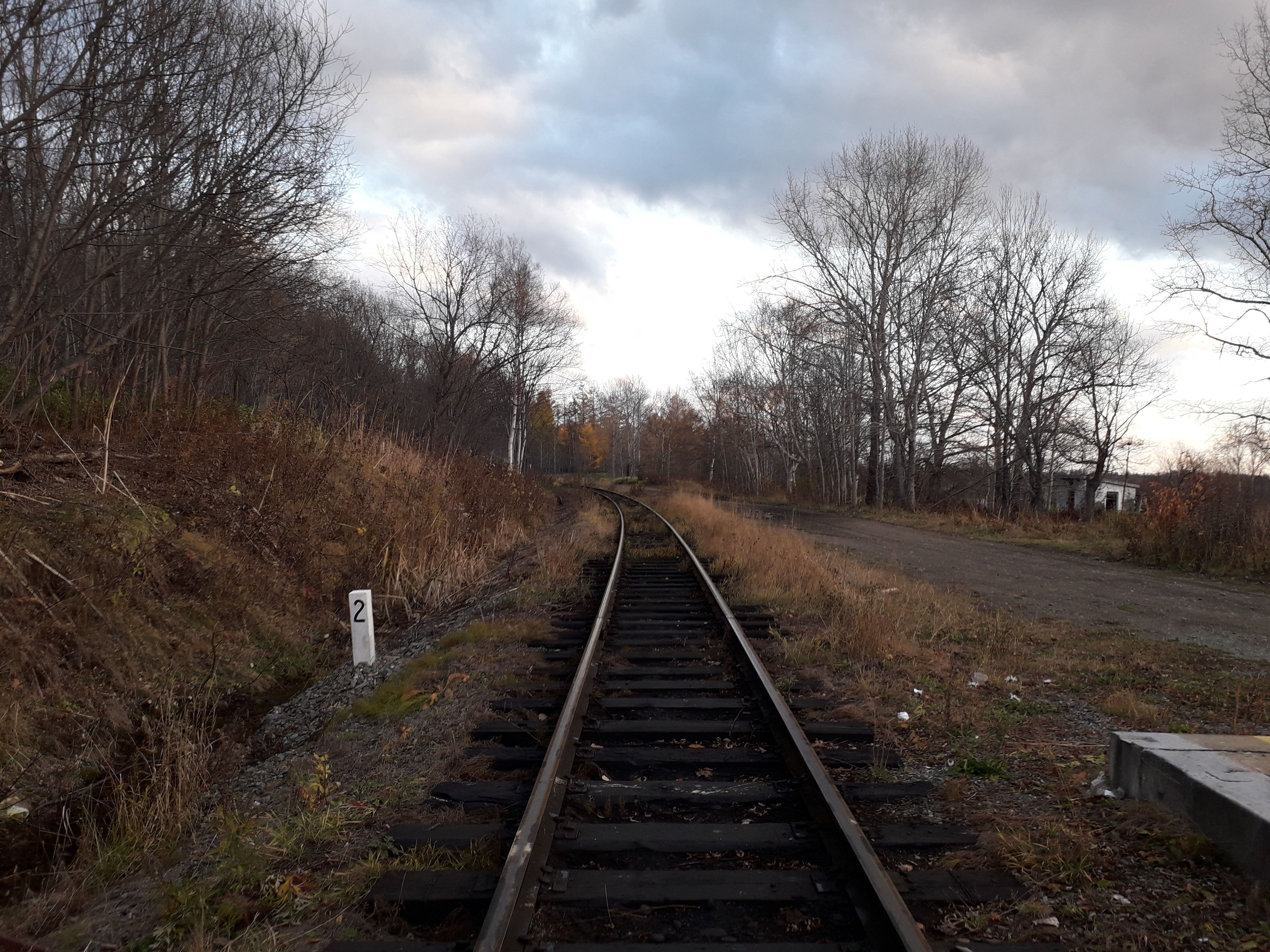
В сторону Южно-Сахалинска
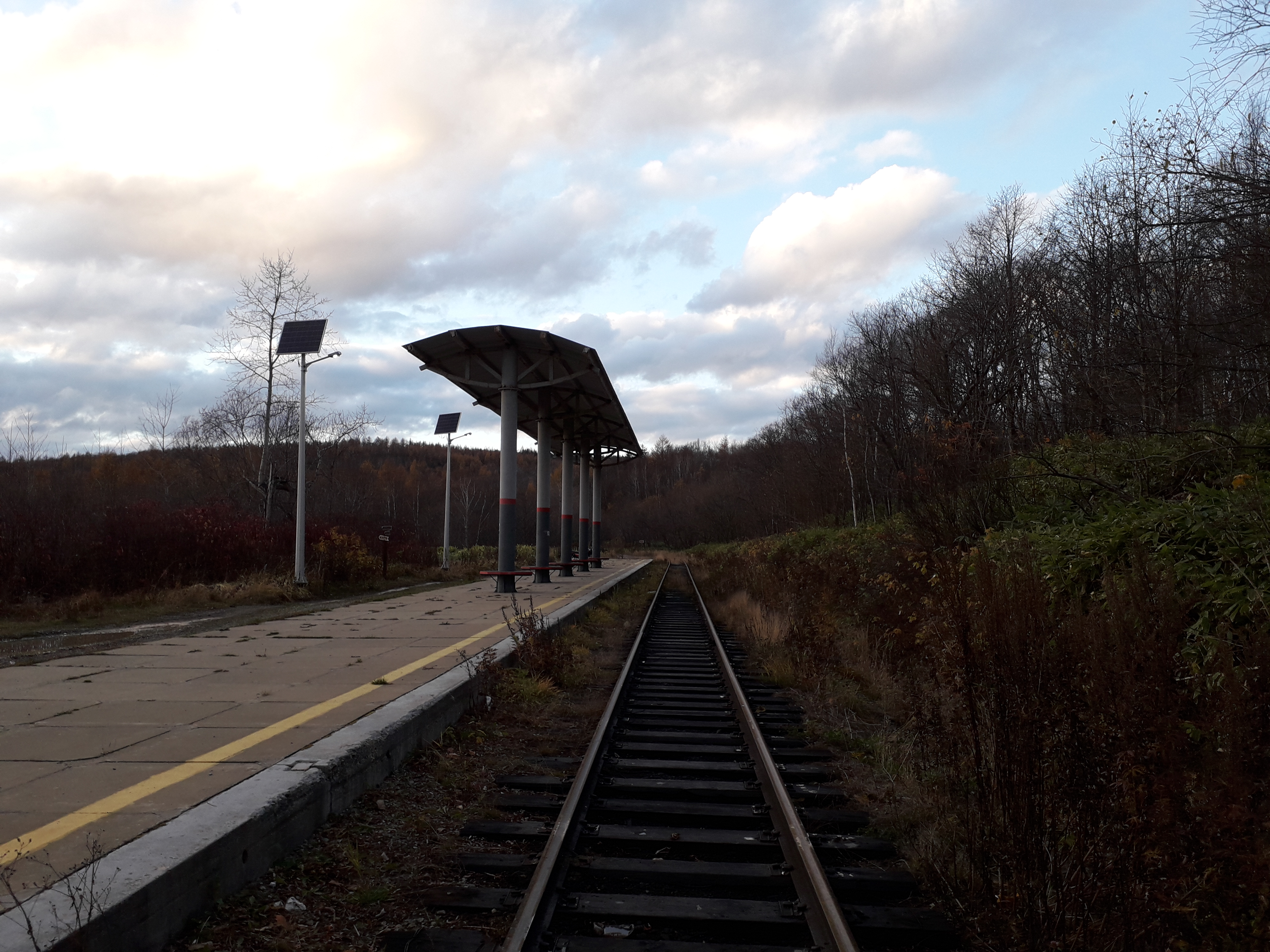
В сторону Холмска
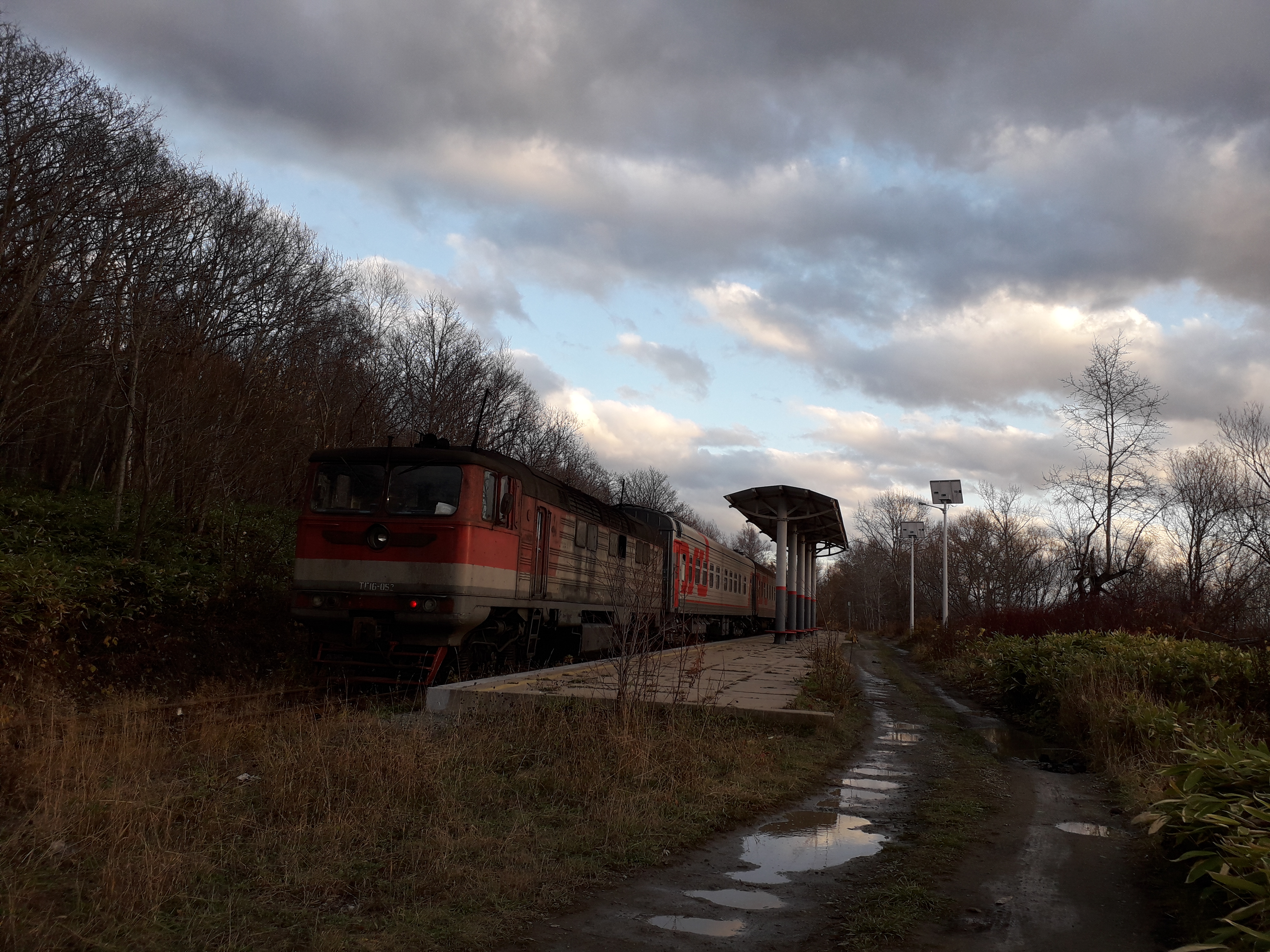
Поезд Новодеревенская — Южно-Сахалинск